# 墨脱虎耳草
墨脱虎耳草（学名：Saxifraga medogensis），为虎耳草科虎耳草属下的一个植物种。